# Mikki Moore
Clinton Renard Moore, detto Mikki (Orangeburg, 14 novembre 1975), è un ex cestista statunitense, professionista nella NBA.

## Carriera
Moore non è stato chiamato in NBA con un draft, terminando così una carriera nell'Università del Nebraska-Lincoln, che ha lasciato come miglior stoppatore di sempre.
È considerato un "journeyman" (letteralmente "viaggiatore", anche se l'espressione che rende di più è uomo con la valigia), avendo già giocato per 7 franchigie dell'NBA, cioè Detroit Pistons, Atlanta Hawks, Boston Celtics, New Jersey Nets, Utah Jazz, Los Angeles Clippers e Seattle SuperSonics. Ha anche giocato alcuni periodi all'estero così come in altre leghe professioniste statunitensi, come la CBA e la D-League, in cui ha giocato per i Roanoke Dazzle.
Da notare, soprattutto, che ha fatto parte della prima squadra All-D-League e ha ricevuto gli onori di difensore dell'anno della D-League durante la stagione 2002-03.
Il 27 giugno 2006 è stato girato dai Sonics ai Nets in cambio di una scelta al secondo giro del draft 2009. Essendo occorso un infortunio che ha fatto terminare in anticipo la stagione al centro titolare Nenad Krstić, Moore ha avuto negli ultimi tempi più possibilità di scendere in campo incappando in una delle migliori stagioni NBA della sua carriera.  Ha avuto la media di 9,5 punti e 5,4 rimbalzi a partita con il 65,6% al tiro in 77 gare, 55 delle quali da titolare. Moore ha terminato la stagione come il primo giocatore di sempre non scelto al draft a essere il primo della NBA per percentuale di tiro dal campo, e solamente il terzo a finire nei primi cinque sin dal 1976-77.
Il 13 luglio 2007 ha firmato un contratto con i Sacramento Kings.
Il 19 febbraio 2009 è stato tagliato dai Kings, per firmare con i Boston Celtics il 24 febbraio fino al termine della stagione.
Il 31 agosto 2009, free agent, firma per i Golden State Warriors.

## Statistiche

### College
| Anno      | Squadra              | PG  | PT | MP   | TC%  | 3P%  | TL%  | RP  | AP  | PRP | SP  | PP   |
| --------- | -------------------- | --- | -- | ---- | ---- | ---- | ---- | --- | --- | --- | --- | ---- |
| 1993-1994 | Nebraska Cornhuskers | 14  | 0  | 6,2  | 45,5 | 0,0  | 61,1 | 0,9 | 0,1 | 0,9 | 0,7 | 2,2  |
| 1994-1995 | Nebraska Cornhuskers | 32  | 27 | 24,6 | 49,8 | 25,0 | 55,1 | 6,2 | 0,8 | 0,5 | 2,1 | 8,0  |
| 1995-1996 | Nebraska Cornhuskers | 35  | 27 | 27,7 | 58,4 | -    | 68,7 | 5,9 | 1,0 | 0,7 | 2,0 | 9,0  |
| 1996-1997 | Nebraska Cornhuskers | 33  | 32 | 30,6 | 58,3 | 50,0 | 70,1 | 7,4 | 1,3 | 1,1 | 2,7 | 11,7 |
| Carriera  | Carriera             | 114 | 86 | 25,0 | 55,3 | 25,0 | 65,5 | 5,8 | 0,9 | 0,8 | 2,1 | 8,6  |

### NBA

#### Regular Season
| Anno      | Squadra          | PG  | PT  | MP   | TC%  | 3P%  | TL%  | RP  | AP  | PRP | SP  | PP  |
| --------- | ---------------- | --- | --- | ---- | ---- | ---- | ---- | --- | --- | --- | --- | --- |
| 1998-1999 | Detroit Pistons  | 2   | 0   | 3,0  | 100  | -    | 100  | 0,5 | 0,0 | 0,0 | 0,0 | 2,0 |
| 1999-2000 | Detroit Pistons  | 29  | 0   | 16,8 | 62,1 | -    | 79,4 | 3,9 | 0,6 | 0,3 | 1,1 | 7,9 |
| 2000-2001 | Detroit Pistons  | 81  | 2   | 14,2 | 49,3 | 0,0  | 73,1 | 3,9 | 0,4 | 0,3 | 0,8 | 4,4 |
| 2001-2002 | Detroit Pistons  | 30  | 0   | 7,2  | 47,5 | 50,0 | 76,9 | 1,8 | 0,4 | 0,2 | 0,3 | 2,6 |
| 2002-2003 | Boston Celtics   | 3   | 0   | 4,0  | 0,0  | -    | -    | 0,3 | 0,0 | 0,0 | 0,7 | 0,0 |
| 2002-2003 | Atlanta Hawks    | 5   | 0   | 6,2  | 41,7 | -    | 80,0 | 1,4 | 0,6 | 0,0 | 0,4 | 3,6 |
| 2003-2004 | N.J. Nets        | 4   | 0   | 2,5  | 20,0 | -    | -    | 0,5 | 0,0 | 0,0 | 0,0 | 0,5 |
| 2003-2004 | Utah Jazz        | 28  | 0   | 13,8 | 52,1 | -    | 85,7 | 2,9 | 0,7 | 0,3 | 0,5 | 4,6 |
| 2004-2005 | L.A. Clippers    | 74  | 4   | 15,9 | 50,2 | 20,0 | 78,7 | 3,3 | 0,6 | 0,3 | 0,4 | 5,4 |
| 2005-2006 | Seattle S.Sonics | 47  | 1   | 12,4 | 43,5 | 0,0  | 74,2 | 2,8 | 0,6 | 0,1 | 0,3 | 3,3 |
| 2006-2007 | N.J. Nets        | 79  | 55  | 26,4 | 60,9 | 0,0  | 68,1 | 5,1 | 0,9 | 0,6 | 0,8 | 9,8 |
| 2007-2008 | Sacramento Kings | 82  | 79  | 29,1 | 57,7 | 0,0  | 73,6 | 6,0 | 1,0 | 0,4 | 0,6 | 8,5 |
| 2008-2009 | Sacramento Kings | 46  | 20  | 16,2 | 52,1 | -    | 81,0 | 3,3 | 0,6 | 0,3 | 0,3 | 3,5 |
| 2008-2009 | Boston Celtics   | 24  | 0   | 19,0 | 60,0 | -    | 73,7 | 4,4 | 1,0 | 0,2 | 0,2 | 4,8 |
| 2009-2010 | G.S. Warriors    | 23  | 20  | 17,7 | 60,0 | -    | 63,6 | 3,0 | 1,6 | 0,2 | 0,6 | 5,0 |
| 2011-2012 | G.S. Warriors    | 7   | 0   | 16,9 | 45,0 | -    | 85,7 | 3,1 | 0,7 | 0,4 | 0,4 | 3,4 |
| Carriera  | Carriera         | 564 | 181 | 18,2 | 55,1 | 15,4 | 74,3 | 3,9 | 0,7 | 0,3 | 0,5 | 5,8 |

#### Playoffs
| Anno     | Squadra         | PG | PT | MP   | TC%  | 3P% | TL%  | RP  | AP  | PRP | SP  | PP   |
| -------- | --------------- | -- | -- | ---- | ---- | --- | ---- | --- | --- | --- | --- | ---- |
| 2000     | Detroit Pistons | 3  | 0  | 14,0 | 41,7 | -   | 100  | 4,0 | 1,0 | 0,3 | 0,0 | 6,0  |
| 2007     | N.J. Nets       | 12 | 12 | 33,3 | 56,0 | -   | 79,3 | 5,6 | 1,2 | 0,8 | 0,6 | 11,3 |
| 2009     | Boston Celtics  | 10 | 0  | 6,6  | 50,0 | -   | 83,3 | 1,5 | 0,4 | 0,2 | 0,5 | 1,5  |
| Carriera | Carriera        | 25 | 12 | 20,3 | 54,1 | -   | 83,7 | 3,8 | 0,8 | 0,5 | 0,5 | 6,7  |

## Palmarès
- Campione NIT (1996)
- USBL Rookie of the Year (1997)
- USBL All-Defensive Team (1997)
- USBL All-Rookie Team (1997)
- Miglior stoppatore USBL (1997)
- All-CBA First Team (1999)
- CBA All-Defensive First Team (1999)
- CBA All-Rookie First Team (1998)
- Migliore nella percentuale di tiro CBA (1999)
- NBA Development League Defensive Player of the Year Award (2003)
- All-NBDL First Team (2003)
- Migliore nella percentuale di tiro NBA (2007)